# World War Z
World War Z is een Amerikaanse apocalyptische horror-actiefilm geregisseerd door Marc Forster en met Brad Pitt in de hoofdrol. De film is gebaseerd op het boek World War Z: An Oral History of the Zombie War van Max Brooks.
Brad Pitts productiebedrijf Plan B Entertainment verwierf de filmrechten in 2007. De opnames gingen in juli 2011 van start op Malta met een budget van zo'n 110 miljoen euro. Er werd ook in Schotland, Wales, Engeland en Boedapest gefilmd. In 2012 werden delen van het scenario herschreven en vonden opnieuw opnames plaats, waardoor het budget werd overschreden en de film een half jaar later werd uitgebracht.
De film was de duurste zombiefilm ooit, met een budget van 175 miljoen euro. Door de tegenslagen ontstond commotie in de pers en werd een flop verwacht. De film ging op 2 juni 2013 in première in Londen en werd vervolgens een kaskraker, met een wereldwijde opbrengst van bijna 500 miljoen euro. Daarmee was World War Z Brad Pitts meest lucratieve film ooit. Ook kritisch was hij niet onsuccesvol; met scores van 68% bij Rotten Tomatoes en 63% bij Metacritic.

## Verhaal
In de media zijn onheilspellende berichten te horen over een uitbraak van hondsdolheid bij mensen die zich vervolgens als zombies gaan gedragen. Terwijl Gerry met zijn vrouw hun twee dochters naar school brengt ontstaat paniek in de straten van Philadelphia. Nadat hun auto wordt aangereden wordt duidelijk waarom. Overal lopen zombies die mensen bijten die twaalf seconden later ook in zombies veranderen. Het viertal vlucht een kampeerwagen in en rijdt ermee naar New York. Daar schuilen ze in een flatgebouw waar ze overnachten bij een Spaanstalig gezin. Gerry wordt intussen gecontacteerd door de VN omdat die hem, als voormalig onderzoeker in oorlogsgebieden, nodig hebben om de oorsprong van het virus te achterhalen. De volgende ochtend breken zombies het gebouw binnen en ze vluchten al vechtend het dak op. Het gastgezin verkiest te blijven maar komt om. Enkel hun zoontje ontsnapt en gaat met Gerry mee als hij en zijn gezin worden gered door een legerhelikopter.
Die voert hen naar een vliegdekschip waar ze een verblijfplaats krijgen. Daar wordt alle hoop gevestigd op een briljante jonge viroloog om een remedie te vinden. Gerry krijgt de opdracht hem naar Zuid-Korea te begeleiden, waar volgens informatie het virus eerst werd opgemerkt. De jongeman schiet bij wijze van dom ongeluk zichzelf dood als ze na de landing op een Amerikaanse legerbasis in Zuid-Korea worden aangevallen door zombies. Ze komen te weten dat Noord-Korea het virus onder controle heeft gekregen door de tanden van alle Noord-Koreanen te trekken. De informant, die in de cel zit omdat hij wapens verkocht aan het geïsoleerde land, vertelt ook dat Israël zich kort voor de uitbraak volledig heeft ommuurd, en daardoor ook gespaard is gebleven. Hij geeft Gerry de naam van een Israëli die meer weet.
Daarop vertrekken ze naar Jeruzalem, waar het inderdaad veilig is achter de hoge veiligheidsmuur. Gerry ontmoet er de man, die hem vertelt dat zijn land proactief heeft gehandeld nadat ze Indische communicatie hadden onderschept waarin sprake was van "zombies", waarna hij optrad als de tiende man. (Negen beleidsmakers waren zeker dat het codetaal was. De tiende moest er volgens de regels dan van uitgaan dat het toch echt was, en maatregelen nemen.) In de tussentijd zijn er zoveel zombies bij elkaar gekomen achter de muur, dat ze op elkaar beginnen te kruipen en eroverheen raken. De stad en de naastgelegen luchthaven worden al snel overspoeld en de C-130 waarmee Gerry was gekomen gaat ervandoor. Op hun tocht naar de luchthaven redt Gerry het leven van een IDF-soldate die hen escorteerde door haar hand af te hakken nadat ze daarin werd gebeten, en zij gaat met hen mee. Op de luchthaven stoppen ze een Wit-Russisch passagiersvliegtuig en ontsnappen zo ternauwernood.
In de lucht denkt Gerry aan een soldaat in Zuid-Korea die vertelde dat de zombies hem negeerden en een jongen in Jeruzalem die de zombies gewoon voorbijliepen. Hij bedenkt dat deze mensen ziek waren en dat het zombievirus hen daardoor niet geschikt achtte als gastheer. Hij belt zijn baas en vraagt hem waar hij ziektes kan vinden waarmee hij zichzelf kan infecteren. Dat blijkt een laboratorium van de Wereldgezondheidsorganisatie in Cardiff te zijn. De piloten stemmen er vervolgens mee in om niet naar Cyprus maar naar Wales te vliegen. Dan ontdekt een stewardess een zombie en al snel slaat het virus om zich heen. Gerry gebruikt een granaat van de soldate om een gat in de romp te maken waardoor de zombies naar buiten worden gezogen, maar dit heeft tevens tot gevolg dat het vliegtuig neerstort.
Gerry raakt daarbij zwaargewond, en de soldate brengt hem naar het laboratorium, dat niet ver meer blijkt te zijn. De enkele nog gezonde wetenschappers verzorgen hem en vertellen dan dat de viruskluis zich in een met zombies vergeven vleugel van het gebouw bevindt. Van zijn baas verneemt hij dat zijn vrouw en kinderen naar een vluchtelingenkamp op Nova Scotia werden overgebracht omdat ze dachten dat hij omgekomen was. Met zijn drieën gaan ze naar de kluis, maar de zombies merken hen op en ze raken elkaar kwijt. Gerry vindt en betreedt de kluis, maar wordt belaagd door een zombie. Daarom injecteert hij zichzelf met een pathogeen en wacht enige tijd. Dan opent hij de deur en staat oog en oog met de zombie, die hem vervolgens gewoon voorbijloopt. Gerry wandelt gewoon tussen de zombies door terug naar de anderen en krijgt dan het medicijn tegen de ziekte die hij zichzelf gaf.
Later wordt Gerry op Nova Scotia herenigd met zijn gezin. Hij vertelt vervolgens als narrator dat ze nu ziektes gebruikten om tijd te winnen, mensen te redden en de zombies te bestrijden, maar dat de oorlog nog maar net is begonnen.

## Rolverdeling

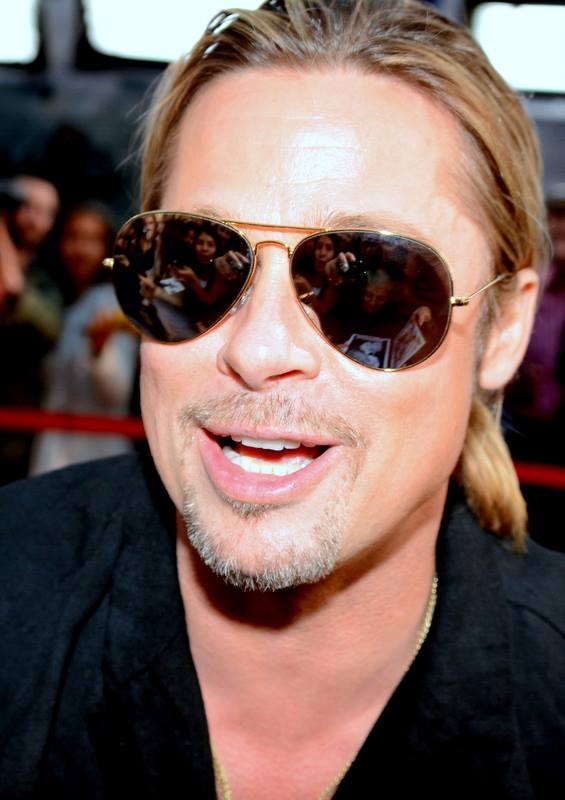
Brad Pitt bij het promoten van de film in Cannes.

- Brad Pitt als Gerry Lane, de protagonist. Hij werkte vroeger als onderzoeker voor de Verenigde Naties en werd uitgestuurd naar allerlei conflictgebieden.
- Mireille Enos als Karin Lane, Gerry's vrouw.
- Abigail Hargrove als Rachel Lane, Gerry's oudste dochter.
- Sterling Jerins als Constance Lane, Gerry's jongste dochter.
- Fabrizio Zacharee Guido als Tomas, de jongen die meegaat met Gerry's gezin.
- Ernesto Cantu en Vicky Araico als Tomas' vader en moeder.
- Fana Mokoena als Thierry Umutoni, de vice-secretaris-generaal van de Verenigde Naties.
- Daniella Kertesz als Segen, de Israëlische soldate.
- James Badge Dale als kapitein Speke, de US Army Ranger in Zuid-Korea.
- David Morse als de voormalige CIA-agent die in Zuid-Korea gevangenzit.
- Michiel Huisman als Ellis, de US Army Ranger met het manke been in Zuid-Korea.
- Ludi Boeken als Jurgen Warmbrunn, de Mossad-directeur.
- Matthew Fox als de pararedder die Gerry en zijn gezin per helikopter oppikt.
- Elyes Gabel als Andrew Fassbach, de jonge viroloog die een remedie moet vinden.
- Peter Capaldi, Pierfrancesco Favino, Ruth Negga en Moritz Bleibtreu als de virologen in het WHO-onderzoekscentrum in Cardiff.
- Michael Jenn als de zombie in de viruskluis van het WHO-centrum.
- Grégory Fitoussi als de piloot van de C-130.
- Denis Ischenko en Nikola Djuricko als de piloten van het Wit-Russische passagiersvliegtuig.
- Elen Rhys als de stewardess in het passagiersvliegtuig.